# 秋葉原クロスフィールド
秋葉原クロスフィールド（あきはばらクロスフィールド）は、東京都千代田区外神田に所在する複合施設である。旧仮称は秋葉原ITセンター。秋葉原プロジェクトともいう。
第14代東京都知事・石原慎太郎による「東京構想2000」の「秋葉原をIT産業の世界的拠点にする」というガイドラインに基づき、秋葉原地区開発計画（土地区画整理事業）で再開発された区域内に建設された施設である。

## 概要
2001年12月、東京都は都保有地となっていた秋葉原駅電気街口周辺の秋葉原1街区および3街区（千代田区外神田一丁目および外神田四丁目、旧神田青果市場跡地）の15,728平方メートルを、事業計画と買収金額で総合的に審査する、いわゆる事業コンペ方式で売払い公募を行った。その結果、2002年2月にNTT都市開発・ダイビル・鹿島建設の共同計画案が採用された。
オフィス・飲食店・商業施設の他、産学連携機能・情報ネットワーク機能・ショールーム・コンベンションホール・各種イベントホールなどからなり、2005年3月に秋葉原ダイビルが竣工。2006年1月に秋葉原UDXが竣工し、同年3月9日にグランドオープンした。
2007年3月に、秋葉原ダイビル駐車場が第3回日本ベストパーキング賞優秀賞（中小駐車場部門）を受賞。
また、JR秋葉原駅西口交通広場と秋葉原UDXを連絡する歩行者デッキ「アキバ・ブリッジ」が2006年度グッドデザイン賞（建築・環境デザイン部門）を、秋葉原UDXも2007年度グッドデザイン賞（建築・環境デザイン部門）を、秋葉原UDXウッドデッキも2014年度グッドデザイン賞（公共用の空間・建築・施設）をそれぞれ受賞している。

## 沿革
- 1989年5月6日 - 神田青果市場が大田市場へ移転・廃止
- 2000年12月 - 東京都が「東京構想2000」を策定
- 2001年3月 - 「秋葉原地区まちづくりガイドライン」を発表
- 2001年12月7日 - 秋葉原1街区および3街区の売払い公募を開始
- 2002年2月15日 - 秋葉原1街区および3街区の売払い公募買収者を決定
- 2002年3月末 - 東京都と土地売買契約を締結
- 2002年7月24日 - 秋葉原・神田地域が都市再生特別措置法に基づく都市再生緊急整備地域に指定[8]
- 2003年5月8日 - 秋葉原ダイビル着工
- 2003年8月20日 - 秋葉原UDX着工
- 2003年10月24日 - 民間都市再生事業計画「（仮称）UDXビル計画（秋葉原3-1街区）」の国土交通大臣認定[9]
- 2004年4月20日 - 秋葉原ITセンター（仮称）の正式名称が「秋葉原クロスフィールド」に決定[10]
- 2004年10月1日 - 株式会社秋葉原クロスフィールドマネジメント設立
- 2005年3月31日 - 秋葉原ダイビル竣工（「秋葉原クロスフィールド」オープン）[11]
- 2006年1月23日 - 秋葉原UDX竣工
- 2006年3月9日 - 「秋葉原クロスフィールド」グランドオープン[12]
- 2011年3月31日 - 株式会社秋葉原クロスフィールドマネジメント解散[13]

## 開発区域内の施設
- 秋葉原ダイビル（ダイビル）
  - 地上31階、塔屋1階、地下2階
  - 建物高さ 147.473m
  - 竣工 2005年3月
- 秋葉原UDX（ユーディーエックス特定目的会社）
  - 地上22階、塔屋1階、地下3階
  - 建物高さ 最高部107.00m、軒高99.72m
  - 竣工 2006年1月23日、グランドオープン 2006年3月9日

超高層マンションのTOKYO TIMES TOWER（秋葉原3－2街区）及び東京消防庁神田消防署（秋葉原3－3街区）は秋葉原クロスフィールドには含まれないが、秋葉原地区再開発の一部として建設された。
- TOKYO TIMES TOWER（鹿島建設）
  - 地上40階、塔屋1階、地下1階
  - 建物高さ 最高部138.45m、軒高127.55m
  - 竣工 2004年9月
- 東京消防庁神田消防署（神田郵便局隣接地から移転）
  - 地上12階、地下2階
  - 防災員宿舎 33戸
  - 延床面積 約12,000㎡
  - 業務開始 2004年7月

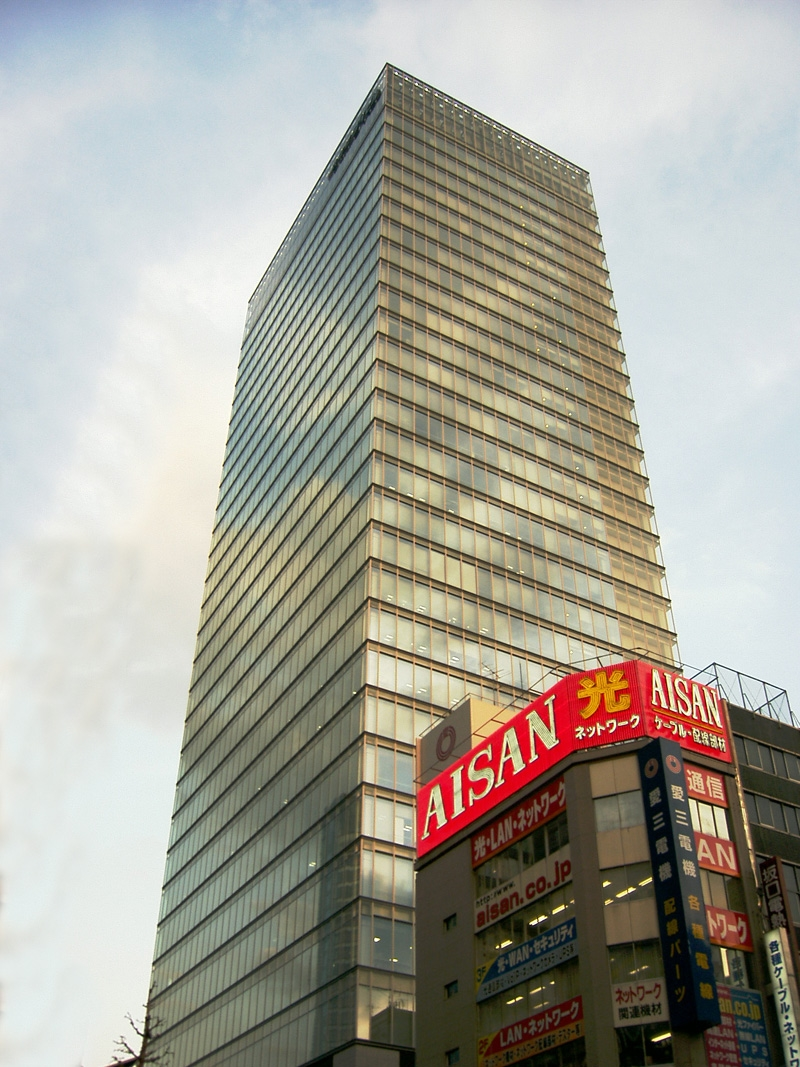
秋葉原ダイビル
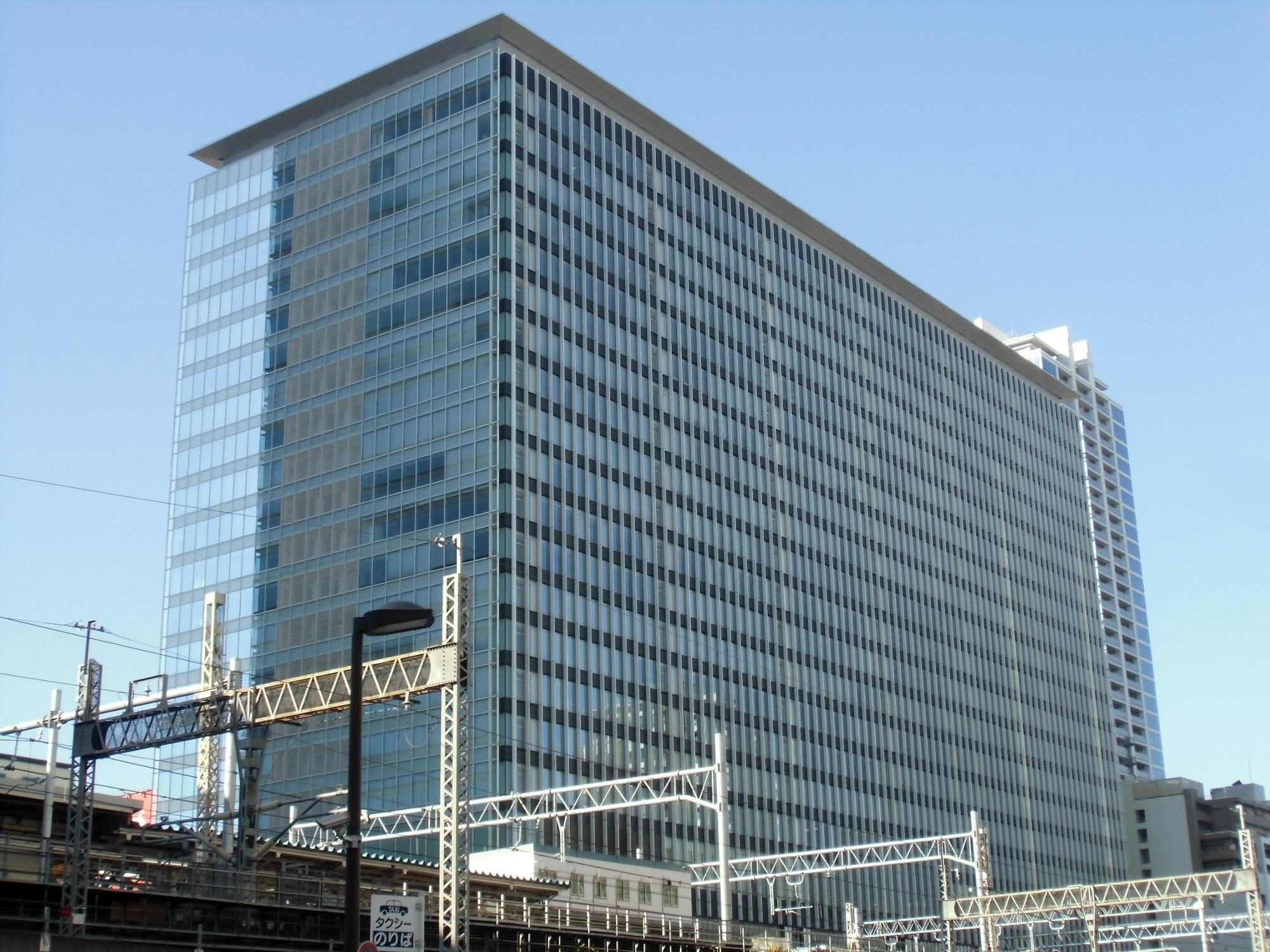
秋葉原UDX
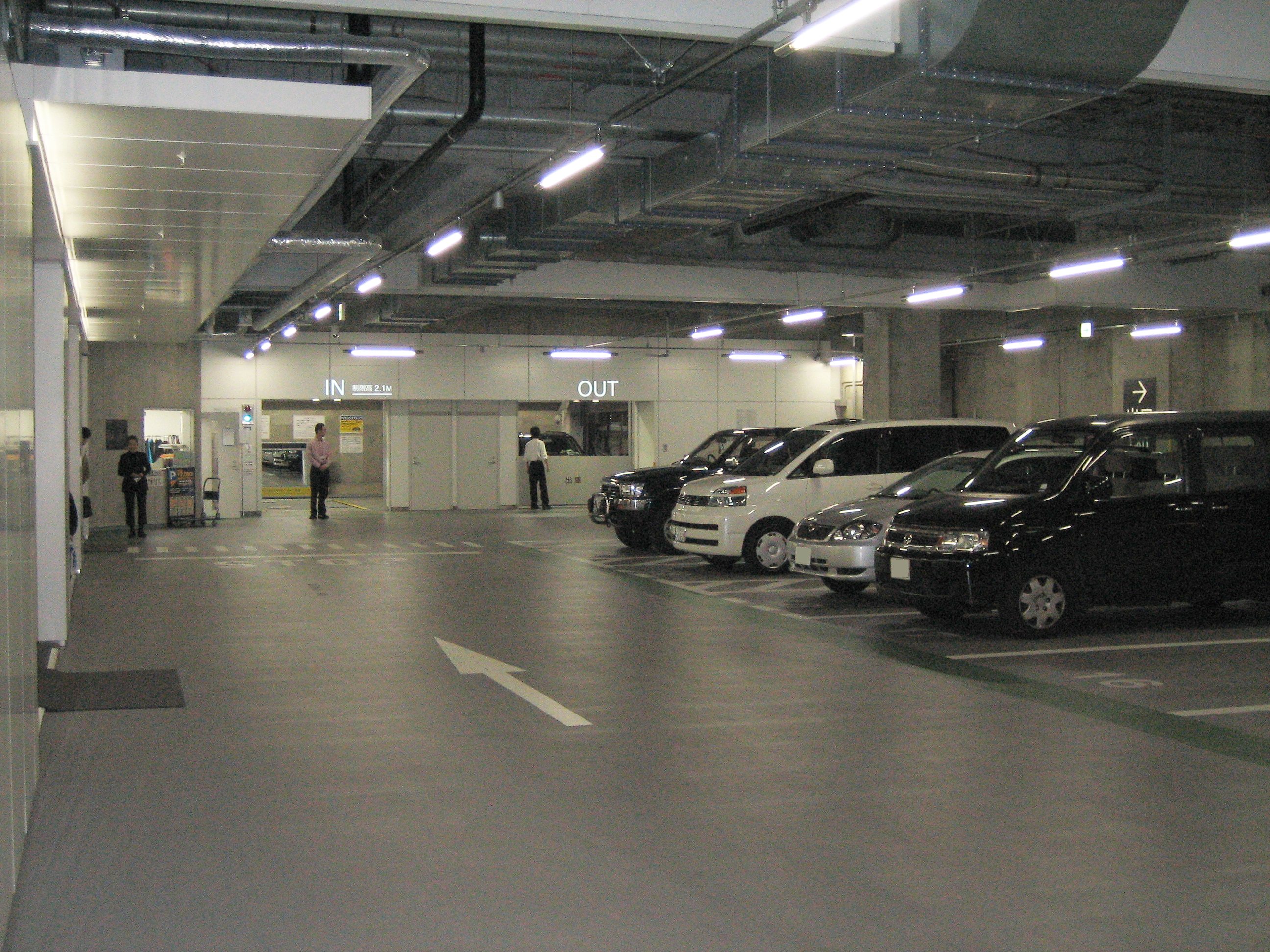
秋葉原ダイビル駐車場 （112台収容）
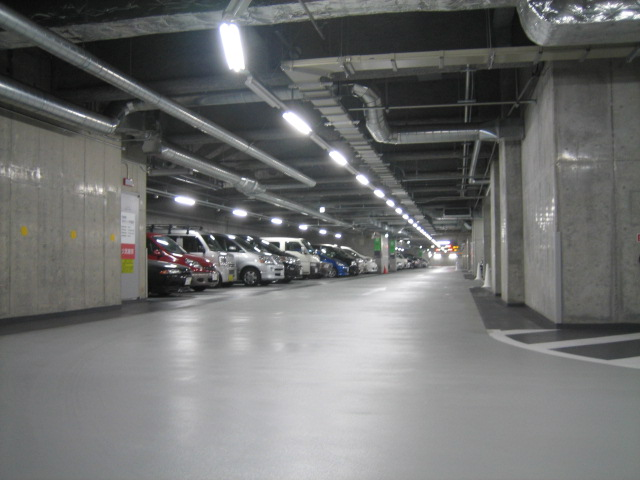
秋葉原UDXパーキング （800台収容）
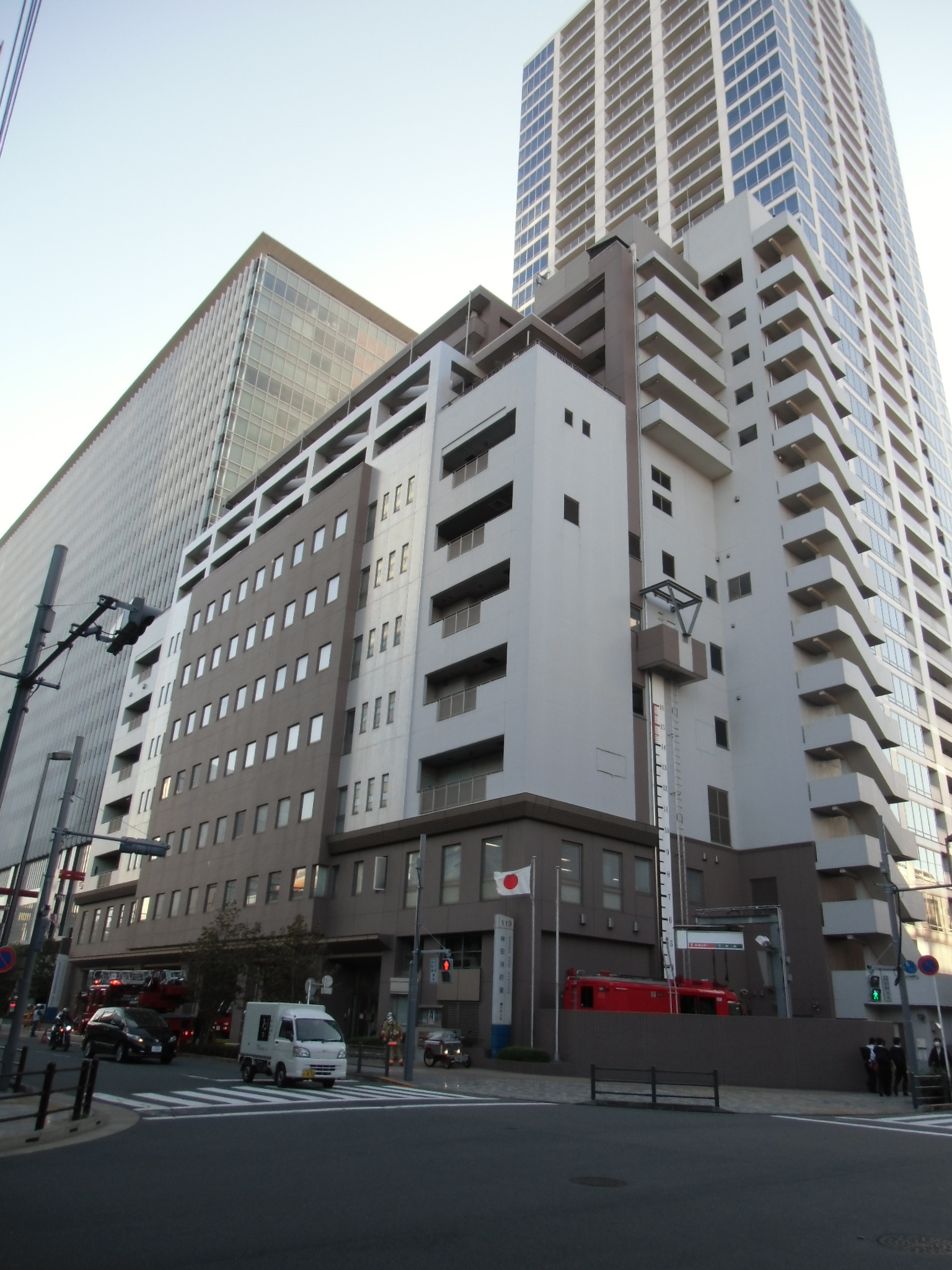
秋葉原に移転した東京消防庁神田消防署

## クロスフィールドマネジメント
秋葉原クロスフィールドのビル管理、清掃、テナント誘致、イベントの企画・運営・渉外などを行う株式会社クロスフィールドマネジメントがNTT都市開発、ダイビル、鹿島建設の3社によって2004年10月1日に設立されたが、2011年3月31日に解散を決議し、同年9月26日に清算結了している。